# Archidiocèse de Valladolid
L’archidiocèse de Valladolid (en latin : Archidioecesis Vallisoletana ; en espagnol : Archidiócesis de Valladolid) est un archidiocèse de l'Église catholique en Espagne. Depuis 2022, l'archevêque est Luis Javier Argüello García (es).

## Territoire

Provinces ecclésiastiques d'Espagne.
Archidiocèse de Valladolid
Suffragants

L'archidiocèse coïncide géographiquement avec la province de Valladolid à l'exception des municipalités de Quintanilla del Molar et Roales de Campos, enclaves de la province de Valladolid dans la province de Zamora mais appartenant au diocèse de Zamora. L'archevêché est la cathédrale Notre-Dame de l'Assomption situé dans la ville de Valladolid. Il a cinq diocèses suffragants : le diocèse de Ciudad Rodrigo, le diocèse de Zamora, le diocèse de Salamanque, le diocèse d'Ávila et le diocèse de Ségovie.
Le territoire comprend 305 paroisses regroupées en neuf archidiaconés :
- les archidiaconés urbains :
  - l'archidiaconé du Centre,
  - l'archidiaconé de l'Est,
  - l'archidiaconé de l'Ouest,
  - l'archidiaconé du Sud ;
- les archidiaconés ruraux :
  - l'archidiaconé périphérique,
  - l'archidiaconé Campos,
  - l'archidiaconé Duero,
  - l'archidiaconé Medina,
  - l'archidiaconé Pinares.

## Histoire
Le diocèse de Valladolid est érigé le 25 décembre 1595 par la bulle Pro excellenti du pape Clément VIII à partir de territoire du diocèse de Palencia. La création du diocèse met fin au conflit séculaire entre l'abbé de Valladolid et l'évêque de Palencia.
En 1668, est consacrée la cathédrale Notre-Dame-de-l'Assomption. Après le concordat de 1851 signé entre l'Espagne et le Saint-Siège, le diocèse est élevé au rang d'archidiocèse métropolitain le 4 juillet 1857. En 1855, le séminaire diocésain est créé. En 1955, le territoire du diocèse est considérablement élargi.

## Églises importantes
On trouve deux églises remarquables sur le territoire de l’archidiocèse.
L’église principale de l’archidiocèse est la cathédrale Notre-Dame-de-l’Assomption de Valladolid ;
Dans la même ville, on trouve également le sanctuaire de la Grande-Promesse, basilique mineure et sanctuaire national.